# Diodella mello-barretoi
Diodella mello-barretoi là một loài thực vật có hoa trong họ Thiến thảo. Loài này được (Standl.) Bacigalupo & E.L.Cabral mô tả khoa học đầu tiên năm 2006.